# Bordj Bou Arréridj (provins)
36°04′N 4°46′Ø / 36.07°N 4.77°Ø
Provinsen Bordj Bou Arréridj (arabisk: ولاية برج بوعريريج) er en af Algeriets 48 provinser. Administrationscenteret er Bordj Bou Arréridj.